# Sylvestre Ilunga
Sylvestre Ilunga (ur. 1947) – kongijski polityk. Pełnił funkcję ministra planowania (1990) oraz finansów (1990-1991). Od 20 maja 2019 do 15 lutego 2021 premier Demokratycznej Republiki Konga.